# Marché de La Chapelle
Marché de La Chapelle, též Marché de l'Olive, podle sousedící Rue de l'Olive, je krytá tržnice nacházející se ve čtvrti La Chapelle v Paříži (18. obvod). Halu, ve které jsou stálé obchody s potravinami, postavil v letech 1883-1885 architekt Auguste-Joseph Magne po vzoru centrální pařížské tržnice. Od roku 1982 je stavba chráněná jako historická památka.

## Historie

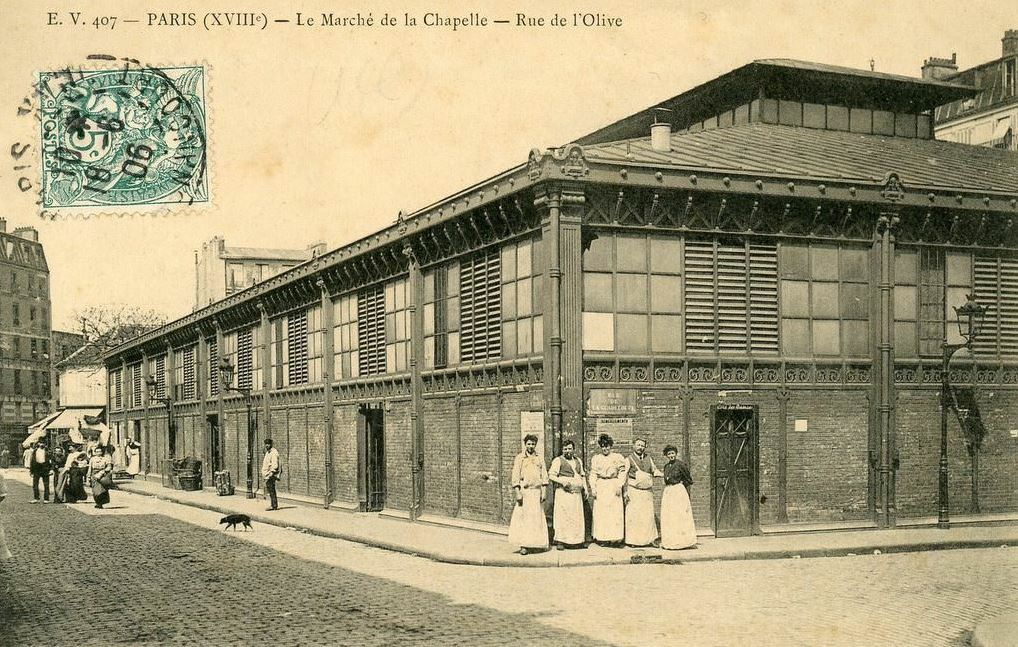
Tržnice kolem roku 1900.

Ve středověku se jarmark zvaný Lendit rozkládal podél cesty ze Saint-Denis až do La Chapelle. Místu se proto říkalo Mercade (z latinského mercatus, trhovec), poprvé zmiňované již v roce 1540, a přeneseně dochované v názvu Rue Marcadet.
V 19. století oblast tržiště vymezovaly ulice na severu Rue du Bon-Puits (dnes Rue de Torcy) až k rohu kostela Saint-Denys de la Chapelle, na jihu Route de la Tournelle (nyní Rue Riquet), na západě Rue des Vertus (dnešní Rue Pajol) a na východ státní silnice (dnešní Rue de la Chapelle).
Několik let před Francouzskou revolucí získal jistý Chéradame povolení přesunout trh s dojnicemi, který se konal uprostřed planiny Sablons, do La Chapelle. Trhu se pak přezdívalo "marché aux vaches grasses de la Chapelle" (trh s tučnými kravami La Chapelle), v roce 1811 to byl jeden ze čtyř povolených trhů v Paříži.
V roce 1821 policejní nařízení povolovalo konání trhu s kravami každé úterý a trh s živými prasaty každý čtvrtek.
V roce 1837 se nazýval „trh Chapelle Saint-Denis" a byl určen speciálně pro vyřazené krávy, telata a býky. Když byl trh uzavřen, na Route de la Chapelle se konal trh se slámou a krmivem.
Kvůli konkurenci z dobytčího trhu La Villette tržiště zmizelo v roce 1860, když byla obec La Chapelle připojena k Paříži. Na jeho místě následně vznikly ulice Rue du Canada, Rue de la Louisiane, Rue de la Guadeloupe, Rue de laMartinique a Rue de l'Olive. Žádost v roce 1880 o obnovení trhu byla zamítnuta.
Mezitím se v roce 1858 kvůli pracím na silnici, obchodníci s potravinami přesunuli na Rue Doudeauville.
V letech 1883-1885 architekt Auguste-Joseph Magne postavil krytou a uzavřenou budovu. Po první světové válce se změnil na trh s potravinami. Po druhé světové válce proběhly dvě renovace - v roce 1958 a v roce 2010. Dne 28. března 1982 byla budova zapsána v  soupisu historických památek.

## Popis
Tržnice je na severu ohraničena Rue de Torcy, na východě Rue de la Martinique, na jihu Rue de la Guadeloupe a na západě Rue de l'Olive (pěší zóna) a v každé z těchto ulic vede vstup. Při renovaci v roce 2010 došlo ke zpevnění konstrukce haly a vyměnění střešních a fasádních panelů. Vstupy do budovy jsou všechny prosklené. V hale je dvacet prodejních míst.